# Aethecerus regius
Aethecerus regius là một loài tò vò trong họ Ichneumonidae.